# Filme
Filme – Neues und Altes vom Kino war eine Filmzeitschrift aus Deutschland, die von 1980 bis 1982 erschien. Sie wurden von den Filmkritikern und Journalisten Jochen Brunow, Antje Goldau, Norbert Grob und Norbert Jochum gegründet.
Das Heft im Format A4 und Schwarz-Weiß-Druck erschien im Verlag Volker Spiess in Berlin und kostete 6 Mark.
In  der kurzlebigen  Zeitschrift wurden Filmkritiken, Berichte zu Festivals, Artikel über Regisseure und Schauspieler sowie Hintergrundinformationen zur Film- und Kinoszene allgemein veröffentlicht.
Heft 1 erschien am 15. Februar 1980, die weiteren Ausgaben folgen im Abstand von je zwei Monaten. Ab 1981 erschien Filme dann viermal im Jahr, Anfang 1982 wurde die Zeitschrift mit der Ausgabe 13 eingestellt.
Heft 12 enthielt ein separates Register, in dem Personen, Autoren, Filmtitel etc. zum Nachschlagen aufgelistet waren.